# スパイカー・C8
スパイカー・C8（Spyker C8 ）とは、オランダのスパイカー・カーズが製造・販売している2ドアーの自動車。
2001年にオープンカーの「スパイダー」（Spyder ）とクーペの「ラヴィオレット」（Laviolette ）を発売。1997年にスパイカー・カーズによって復活したスパイカーブランドの最初の車種となった。

## 車種
市販車にはソフトトップの「スパイダー」「スパイダーT」、筒状のエアインテークがついたガラスルーフを搭載した「ラヴィオレット」「ダブル12S」がラインナップされている。「スパイダーT」は「スパイダー」の高性能バージョン。「ダブル12S」はレーシングカーの「ダブル12R」のロードカーバージョンという位置づけで、ホイールベースが延長され燃料タンク容量も75Lから100Lに変更されている。
エンジンはアウディ・S8に搭載されていた4.2L V型8気筒DOHC40バルブエンジンで、ミッドシップレイアウトを採用。ベーシックラインの「スパイダー」と「ラヴィオレット」には400PSの自然吸気仕様を積み最高速度300km/h、「スパイダーT」には525PSのツインターボ仕様を積み最高速度320km/h、「ダブル12S」には400PSの自然吸気仕様と600PSのツインターボ仕様が用意されそれぞれ最高速度は300km/h、345km/hとなっている。トランスミッションは全車6速MTである。
ドアはガルウィングであり、ボンネットやボディ側面にもエアインテークを配置、リアにはディフューザーを装着するなど派手な外観をもつ。
インテリアにはすべて本革が使用されるほか、クラシックカーのようなメーター配置、航空機のプロペラに似た4スポークのステアリングが特徴的である。

## レース活動

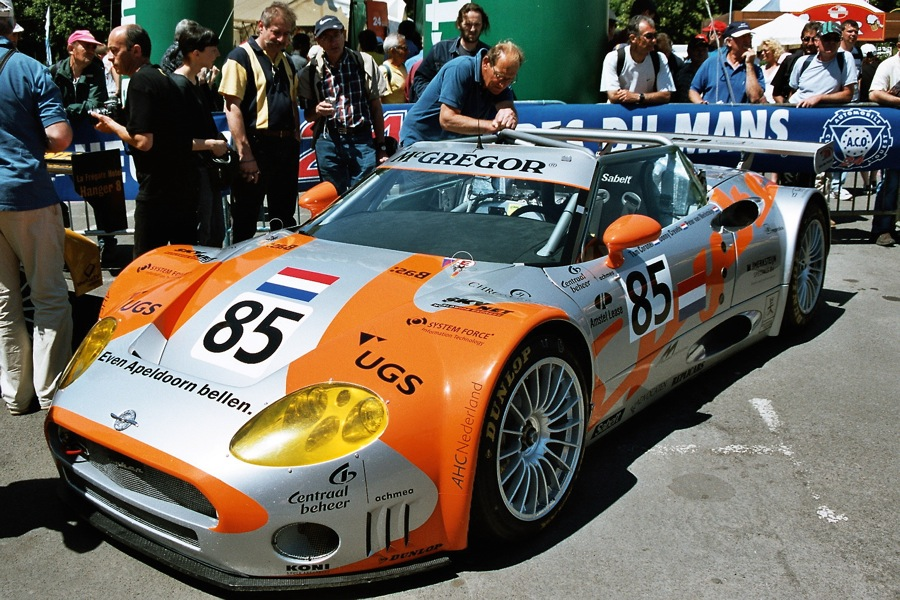
2006年のル・マンを走った「スパイダーGT2-R」。オープンボディの外観は市販車とさほど変わりない。

スパイカー・カーズは2002年のル・マン24時間レースに出場するため、C8をベースにBMW製 3.4L V8エンジンを搭載した「ダブル12R」を開発。まずはアメリカン・ル・マン・シリーズ（ALMS）の初戦セブリング12時間レースに参戦したが、マシントラブルによるリタイアに終わった。その後、2002年のル・マンにGTクラスで出場するもリタイア。
2003年には「ST チーム オレンジ スパイカー」が市販車と同じアウディ製 4.0L V8エンジン（480PS仕様）を積んだ「ダブル12R」でル・マンのGTクラスに参戦。クラス最下位ながらも完走を果たした。
2005年、新たに「スパイダー」をベースとしたレーシングカー「スパイダーGT2-R」を開発。450PSを発生するアウディ製 3.8L V8エンジンを搭載し、オープンボディにロールケージを装着した。同年のル・マンのGT2クラスにエントリーしたが、完走出来なかった。また、この年からFIA GT選手権にワークス参戦を開始。使用するマシンは「スパイダーGT2-R」で、第9戦珠海で初ポイントを獲得、第10戦ドバイではクラス2位に入った。
2006年、初の「スパイダーGT2-R」2台体制でル・マンのGT2クラスに参戦したが、どちらもリタイアに終わった。一方、FIA GT選手権では第4戦スパと第9戦アドリアでポイントを獲得した。再びALMSに参戦。
2007年も引き続き2台体制でル・マンのGT2クラスに参戦したが、2台ともリタイアとなった。引き続きALMSには出場するが、FIA GT選手権にはエントリーしていない。